# Mala Jasikova
Mala Jasikova (izvirno srbsko Мала Јасикова) je naselje v Srbiji, ki upravno spada pod Mesto Zaječar; slednja pa je del Zaječarskega upravnega okraja.

## Demografija
V naselju živi 281 polnoletnih prebivalcev, pri čemer je njihova povprečna starost 45,7 let (43,2 pri moških in 48,2 pri ženskah). Naselje ima 84 gospodinjstev, pri čemer je povprečno število članov na gospodinjstvo 3,95.
To naselje je v glavnem vlaško (glede na popis iz leta 2002), a v času zadnjih treh popisov je opazno zmanjšanje števila prebivalcev.
|  |

| Demografija | Demografija     | Demografija     |
| Leto        | Št. prebivalcev | Št. prebivalcev |
| ----------- | --------------- | --------------- |
|             |                 |                 |
|             |                 |                 |
|             |                 |                 |
|             |                 |                 |
| 1948        | 529             |                 |
| 1953        | 526             |                 |
| 1961        | 491             |                 |
| 1971        | 476             |                 |
| 1981        | 449             |                 |
| 1991        | 411             | 405             |
| 2002        | 372             | 332             |
|             |                 |                 |

| Etnična sestava po popisu iz leta 2002 | Etnična sestava po popisu iz leta 2002 | Etnična sestava po popisu iz leta 2002 | Etnična sestava po popisu iz leta 2002 | Etnična sestava po popisu iz leta 2002 |
| -------------------------------------- | -------------------------------------- | -------------------------------------- | -------------------------------------- | -------------------------------------- |
| Vlahi                                  | Vlahi                                  |                                        | 229                                    | 68,97%                                 |
| Srbi                                   | Srbi                                   |                                        | 72                                     | 21,68%                                 |
| Romuni                                 | Romuni                                 |                                        | 6                                      | 1,80%                                  |
| Albanci                                | Albanci                                |                                        | 1                                      | 0,30%                                  |
| Neznano                                | Neznano                                |                                        | 7                                      | 2,10%                                  |